# Saskia Noorman-den Uyl
Saskia Elisabeth Agatha Noorman-den Uyl (Amsterdam, 31 marzo 1946) è una politica olandese.
È stata membro della Tweede Kamer per il Partito del Lavoro dal 1994 al 2006.

## Biografia
Noorman-den Uyl è figlia dell'ex primo ministro Joop den Uyl e Liesbeth den Uyl-van Vessem. Ha studiato architettura d'interni alla Gerrit Rietveld Academy e ha lavorato inizialmente come architetto d'interni. Nel 1978 divenne consigliere comunale di Heemstede. È rimasta consigliere fino al 1991, dopo essere stata assessore al welfare, alla cultura, agli affari sociali, all'occupazione e al personale dal 1985 al 1990.
Nel maggio 1990 divenne direttrice dei servizi sociali di Leida e, dal 1992, del dipartimento degli affari economici e sociali della stessa città. Divenne membro del parlamento nelle elezioni legislative del 1994. Nella Tweede Kamer si occupò di affari sociali e fu presidente della Commissione permanente per gli affari interni e le relazioni con il Regno. È stata membro del gruppo parlamentare PvdA. Nel 2002 ha presentato una proposta volta a garantire un sostegno ai disoccupati senza prospettive di lavoro. La proposta venne poi respinta. 
Nel luglio 2006 annunciò che non si sarebbe ricandidata alle elezioni legislative del 2006. Il 29 novembre 2006 si è ritirata dalla Tweede Kamer. In quel occasione le è stato conferito il titolo di Cavaliere dell'Ordine di Orange-Nassau dal Presidente della Camera Frans Weisglas.
Nel 2007 è stata nominata presidente della Consulta nazionale dei consulenti sociali. Dal 2008 al 2012 ha ricoperto l'incarico di presidente del comitato consultivo di ASN Bank. Fino al 2017 Noorman-den Uyl ha presieduto il consiglio di amministrazione della Fondazione Opzij.